# Biała Góra (powiat poddębicki)
Biała Góra – wieś w Polsce, położona w województwie łódzkim, w powiecie poddębickim, w gminie Wartkowice.
| SIMC    | Nazwa     | Rodzaj    |
| ------- | --------- | --------- |
| 0716276 | Starzynki | część wsi |
| 0716282 | Zacisze   | część wsi |

W latach 1975–1998 miejscowość należała administracyjnie do województwa sieradzkiego.